# Highway Companion
Highway Companion é o terceiro e último álbum de estúdio solo do cantor e compositor americano Tom Petty. Foi lançado em 25 de julho de 2006 e ficou em 4º lugar na parada de álbuns da Billboard 200. O álbum foi produzido pelo ex-colega de banda do Traveling Wilburys, Jeff Lynne, que também produziu o primeiro álbum solo de Petty, Full Moon Fever, bem como o próximo álbum do Heartbreakers, Into the Great Wide Open, de 1991. Petty lançou o álbum através da gravadora American Recordings, de Rick Rubin, e da Warner Bros. Records, onde Petty teve um contrato de gravação desde seu segundo álbum solo, Wildflowers (produzido por Rubin). As faixas "Saving Grace" e "Big Weekend" foram lançadas em 4 de julho de 2006 na iTunes Music Store. Acabou sendo o único álbum de Petty para a American Recordings, quando a gravadora mudou-se para a distribuição da Columbia Records em 2007; a Warner Bros. reteve os direitos de Petty, eventualmente transferindo-o para a gravadora subsidiária Reprise Records.
Uma versão de streaming do álbum estava disponível em vários sites antes de seu lançamento. O lançamento do álbum pelo iTunes continha extras: uma versão ao vivo de "Saving Grace", o vídeo de "Saving Grace" e um livreto de mídia interativa.

## Edição especial
Uma Edição Especial expandida do Highway Companion foi lançada em 5 de junho de 2007. Esta edição expandida incluiu o álbum original inalterado, mas adicionou duas novas faixas e demos de "This Old Town" e "Big Weekend". As novas faixas, "Home" e "Around the Roses", foram gravadas para o álbum em 2005 e foram mencionadas na biografia de Tom Petty em 2005, Conversations With Tom Petty, mas não foram lançadas antes desta edição. A embalagem da placa de couro sintético também inclui dois cartões postais.

## Recepção critica
O Highway Companion tem uma pontuação de 73 em 100 no Metacritic, com base em "avaliações geralmente favoráveis". Stephen Thomas Erlewine, crítico da AllMusic, escreveu que não gostava que algumas canções do álbum, que pareciam ser feitas para a estrada enquanto outras não foram, mas ele sentiu que a produção de Jeff Lynne sobre este álbum foi diferente do que Full Moon Fever e Into the Great Wide Open, que o atraiu. Erlewine também achou que o álbum era mais sombrio do que o trabalho anterior de Petty, mas ainda era um disco "confiável".  Noel Murray, do The AV Club, afirmou que foi sem dúvida o quarto melhor álbum que Petty fez e que o título do álbum era apropriado.  Dave Simpson, em sua crítica ao The Guardian, afirmou que o álbum era uma boa maneira de se despedir da música,  embora Petty não tenha cumprido seus planos de aposentadoria. Darryl Sterdan, da Jam!, deu a ele três estrelas e meia em cinco e acha que Petty estava baixando a música "e que o álbum mostra Petty" envelhecendo graciosamente ". John Metzger, em sua resenha do Music Box, deu quatro estrelas em cinco e sentiu que os temas sobre as quais Petty cantava eram melhores no Companion do que The Last DJ e que o álbum não era menos poderoso que os álbuns anteriores. Alan Light, da Rolling Stone, disse que, embora o Highway Companion não tenha sido tão bom quanto os dois esforços solo anteriores de Petty, ele combinou com sucesso os estilos dos álbuns anteriores e valeu a pena ouvir.

## Lista de músicas
Todas as faixas escritas e compostas por Tom Petty. 
| N.º            | Título                 | Duração |  |
| 1.             | "Saving Grace"         | 3:48    |  |
| 2.             | "Square One"           | 3:26    |  |
| 3.             | "Flirting with Time"   | 3:16    |  |
| 4.             | "Down South"           | 3:27    |  |
| 5.             | "Jack"                 | 2:29    |  |
| 6.             | "Turn This Car Around" | 3:59    |  |
| 7.             | "Big Weekend"          | 3:16    |  |
| 8.             | "Night Driver"         | 4:28    |  |
| 9.             | "Damaged by Love"      | 3:23    |  |
| 10.            | "This Old Town"        | 4:17    |  |
| 11.            | "Ankle Deep"           | 3:24    |  |
| 12.            | "The Golden Rose"      | 4:43    |  |
| Duração total: | Duração total:         | 43:56   |  |

| Edição especial com faixas bônus |                                |         |  |
| N.º                              | Título                         | Duração |  |
| 13.                              | "Home"                         | 3:11    |  |
| 14.                              | "Around the Roses"             | 2:58    |  |
| 15.                              | "Big Weekend" (demo version)   | 3:04    |  |
| 16.                              | "This Old Town" (demo version) | 4:24    |  |
| Duração total:                   | Duração total:                 | 13:37   |  |

## Pessoal
- Tom Petty - vocal e backing vocal, guitarra (ritmo, 12 cordas, baixo no "Square One", chumbo no "Jack"), bateria, gaita, piano elétrico no "Night Driver", teclados no "Jack", produtor
- Mike Campbell - guitarras (chumbo, 12 cordas), vibrafone em "The Golden Rose", produtor
- Jeff Lynne  - guitarras (baixo, ritmo), teclados, backing vocals, autoharp em "Ankle Deep", produtor

Pessoal adicional
- Charlie Bolois - estúdio de tecnologia
- Robert Deyber - capa
- Brian Gardner - masterização
- Steve McGrath - engenheiro adicional de "Square One" e "Jack"
- Ryan Ulyate - engenheiro de gravação e mixagem
- Alan "Bugs" Weidel - supervisão de sessão, equipamentos e tecnologia de guitarra, "transporte de café e chá para Tom Petty"